# بخش میالبی
بخش میالبی (به سوئدی: Mjölby kommun) یک ناحیه شهرداری در سوئد است که در شهرستان اوستر گوتلاند واقع شده‌است.

## خواهرخوانده
شهرهای Karmøy, Hankasalmi، دهستان هادمیست، رودکبینگ و Slangerup Municipality خواهرخوانده‌های بخش میالبی هستند.